# لبنان في الألعاب الأولمبية الشتوية 2018
شاركت لبنان في دورة الألعاب الأولمبية الشتوية لعام 2018، والتي أقيمت في مدينة بيونغتشانغ في كوريا الجنوبية خلال الفترة من 9 فبراير (شباط) 2018، وحتى 25 فبراير (شباط) 2018 بمُشاركة ما يقرب من 2925 رياضي من 84 دولة، وتنافسوا في 7 رياضات خلال 102 منافسة. كانت هذه هي المُشاركة السابعة عشرة للبنان في بطولة الألعاب الأولمبية الشتوية منذ إنشائها، ولم تتمكّن لبنان خلال منافسات هذه النُسخة من البطولة من حصد أيّة ميداليات.

## الميداليات
لم يتمكّن لاعبو لبنان من حصد أية ميداليات خلال منافسات النُسخة الثالثة والعشرين من بطولة دورة الألعاب الأولمبية الشتوية في عام 2018.

## اللاعبون المُشاركون
شاركت لبنان في منافسات النُسخة الثالثة والعشرين من بطولة دورة الألعاب الأولمبية الشتوية عام 2018 بثلاثة لاعبين، بينهم اثنين في منافسات الرجال وواحدة في منافسات السيدات في رياضات التزلج على الجليد ورياضة التزلج عبر البلاد. وتوضح الجداول التالية عدد وأسماء اللاعبين المُشاركين من لبنان في كل رياضة في هذه النُسخة من البطولة:
| الرياضة           | الرجال | السيدات | المجموع |
| ----------------- | ------ | ------- | ------- |
| التزلج على الجليد | 1      | 1       | 2       |
| التزلج عبر البلاد | 1      | 0       | 1       |
| المجموع           | 2      | 1       | 3       |

أسماء اللاعبين المُشاركين:
| اسم اللاعب المُشارك | اللعبة            |
| ------------------ | ----------------- |
| آلان بحلق          | التزلج على الجليد |
| ناتاشا مخباط       | التزلج على الجليد |
| سامر طوق           | التزلج عبر البلاد |

## النتائج

### منافسات التزلج على الجليد

#### منافسات الرجال
| الرياضي   | الحدث               | سباق 1         | سباق 1         | سباق 2         | سباق 2         | إجمالي         | إجمالي         |
| الرياضي   | الحدث               | وقت            | مرتبة          | وقت            | مرتبة          | وقت            | مرتبة          |
| --------- | ------------------- | -------------- | -------------- | -------------- | -------------- | -------------- | -------------- |
| آلان بحلق | سباق التعرج العملاق | 1:26.70        | 80             | 1:25.43        | 71             | 2:53.13        | 71             |
| آلان بحلق | سباق التزلج المتعرج | لم يكمل السباق | لم يكمل السباق | لم يكمل السباق | لم يكمل السباق | لم يكمل السباق | لم يكمل السباق |

#### منافسات السيدات
| الرياضية     | الحدث               | سباق 1  | سباق 1 | سباق 2  | سباق 2 | إجمالي  | إجمالي |
| الرياضية     | الحدث               | وقت     | مرتبة  | وقت     | مرتبة  | وقت     | مرتبة  |
| ------------ | ------------------- | ------- | ------ | ------- | ------ | ------- | ------ |
| ناتاشا مخباط | سباق التزلج المتعرج | 1:06.73 | 57     | 1:05.31 | 53     | 2:12.04 | 52     |

### منافسات التزلج عبر البلادبر البلاد
| اسم الرياضي | الحدث                  | النهائي | النهائي  | النهائي |
| اسم الرياضي | الحدث                  | الوقت   | التأخر   | المرتبة |
| ----------- | ---------------------- | ------- | -------- | ------- |
| سامر طوق    | 15 كيلومتر - حر - رجال | 47:03.4 | +13:19.5 | 109     |